# Crimthann mac Énnai
Crimthann mac Énnai (mort en 483) est un roi de Leinster issu du sept Uí Cheinnselaigh du Laigin. Il est le fils de  Énnae Cennsalach, l'ancêtre éponyme de la dynastie.

## Biographie
On ignore quand il accède au trône mais, les Chroniques d'Irlande relèvent la Bataille de Áth Dara, sur la rivière Barrow  en Mag Ailbe (dans le  comté de Kildare), en 458, dans lesquelles les Annales d'Ulster et le Chronicon Scotorum indiquent Crimthann est à la tête des armées du Laigin. Les hommes du  Laigin défont le l'Ard Ri Lóegaire mac Néill (mort en 462) et le capture. Ils acceptent de le libérer qu'après qu'il a promis de ne plus lever le tribut en bétail sur le Leinster. Crimthann est baptisé par Saint Patrick à Ráith Bilech (Rathvilly Moat, Comté de Carlow). Les Annales des quatre maîtres proclament qu'il est présent lors de la  Bataille d'Ocha en 482 lorsque l'Ard Ri  Ailill Molt est tué mais cela n'est pas confirmé par les autres annales.
Les annales relèvent enfin qu'il est tué (mortellement blessé) en 483 et le Chronicon Scotorum spécifie que c'est par Eochaid Guinech des Uí Bairrche et des hommes d'Arad Cliach. Les Annales des quatre maîtres précisent que Eochaid Guinech est le fils de sa fille. Les Uí Bairrche occupaient probablement une position prédominante dans la partie sud du Leinster avant la montée en puissance des  Uí Cheinnselaigh.
Selon Geoffrey Keating, son épouse se nomme Congain. Ils ont une fille nommée Eithne Úathach (morte en 490), qui est élevée en  fosterage chez les Déisis et mariée à Óengus mac Nad Froích (mort en 490), le premier souverain chrétien du Munster. Elle est tuée aux côtés de son époux lors de la  Bataille de Cenn Losnada en Mag Fea (près de  Leighlin, Comté de Carlow) en 490 par le sept Uí Dúnlainge et le même Eochaid Guinech des Uí Bairrche qui avait tué son père.
Crimthann laisse au moins un fils, Nath Í mac Crimthainn, roi des Uí Cheinnselaig. Dont les fils sont  : 
- Éogan Cáech, roi des Uí Cheinnselaigh, dont sont issus les septs  Síl Fáelchán, Sil Máeluidir, Síl nÉladaig, et Síl Mella;
- Cormac, fondateur du sept Sil Chormaic ;
- Ailill, grand-père maternel de l'Ard ri Erenn Áed mac Ainmerech [12].

Dans le  Kinsella (c'est-à-dire: le Chennselaigh) et dans les autres généalogies, la première épouse de Crimthann mac Ennai, et la mère de
Nath Í, se nomme Mel - comme dans le récit de l' Expulsion des Déisi (Dessi, Deissi). Selon lExpulsion, (qui n'est pas un texte contemporain), Crimthann épouse ensuite deux sœurs de Mel. la seconde des sœurs se nomme Ingren  et c'est elle la mère du petit-fils meurtrier de Crimthann, Eochaid Guinech des Uí Bairrche. L'autre sœur donne naissance à sa seule fille Eithne Uatahach. Toujours d'après l'Expulsion: « Les trois filles de Ernbrand, Mell, Belc et Cinniu sont toutes trois mariées l'une après l'autre avec Crimthann. De Melle est issu le  Sil Mella de Belc les Hui Beilce. et de Cinniu ne lui naît que Ethne  » Les septs Sil Mella et Ui Meala prétendaient  descendre de Mell.

## Sources

### Sources primaires
- Annals of Ulster at CELT: Corpus of Electronic Texts at University College Cork
- Annals of the Four Masters at CELT: Corpus of Electronic Texts at University College Cork
- Annals of Tigernach at CELT: Corpus of Electronic Texts at University College Cork
- Chronicum Scotorum at CELT: Corpus of Electronic Texts at University College Cork

### Sources secondaires
- (en) T. M. Charles-Edwards, Early Christian Ireland, Cambridge, Cambridge University Press, 2000 (ISBN 0-521-36395-0)
- (en) Gearóid Mac Niocaill, Ireland before Vikings, Dublin, Gill & Macmillan, 1972, p. 17,19,57
- (en) Francis John Byrne, Irish Kings and High-Kings, Dublin, Courts Press History Classics, 2001 (ISBN 9-781851-821969), p. 290 Appendix II 10: Ui Cheinnselaigs Kings of Laigin
- (en) Dáibhí Ó Cróinín, A New History of Ireland Volume I, Oxford, Oxford University Press, 2005 (ISBN 9-780198-217374)